# Sidney Hinds
Sidney Rae „Sid” Hinds (ur. 14 maja 1900 w Newton, zm. 17 lutego 1991 w San Antonio) – amerykański strzelec, mistrz olimpijski, medalista mistrzostw świata.
Hinds uczestniczył w Letnich Igrzyskach Olimpijskich 1924 w jednej konkurencji. Został mistrzem olimpijskim w drużynowym strzelaniu z karabinu dowolnego drużynowo, uzyskując najsłabszy rezultat w amerykańskim zespole (skład drużyny: Joseph Crockett, Raymond Coulter, Morris Fisher, Sidney Hinds, Walter Stokes). Jest także brązowym medalistą mistrzostw świata z 1928 roku w karabinie dowolnym w trzech postawach z 300 m drużynowo (skład zespołu: William Bruce, Marcus Dinwiddie, Sidney Hinds, Russell Seitzinger, Paul Woods). W czasie turnieju w 1924 roku został przez przypadek postrzelony w stopę przez belgijskiego strzelca.
Służył w armii amerykańskiej do 1947 roku, kończąc swoją karierę jako generał brygady. Hinds walczył podczas II wojny światowej, w czasie której uczestniczył w ośmiu inwazjach i trzech kampaniach. Odznaczony m.in. Medalem Sił Lądowych za Wybitną Służbę, Srebrną Gwiazdą (4 razy), Brązową Gwiazdą (3 razy) i Purpurowym Sercem. Za osiągnięcia w strzelectwie został wyróżniony odznaką wybitnego strzelca międzynarodowego (U.S. Distinguished International Shooter Badge).

## Wyniki

### Igrzyska olimpijskie
| Igrzyska | Konkurencja                | Wynik                            | Miejsce | Źródło |
| -------- | -------------------------- | -------------------------------- | ------- | ------ |
| IO 1924  | Karabin dowolny, drużynowo | 676 pkt. (druż.) 131 pkt. (ind.) |         | [ 3 ]  |

### Medale mistrzostw świata
Opracowano na podstawie materiałów źródłowych:
| Mistrzostwa     | Konkurencja                                     | Wynik                                          | Miejsce |
| --------------- | ----------------------------------------------- | ---------------------------------------------- | ------- |
| Loosduinen 1928 | Karabin dowolny, trzy postawy, 300 m, drużynowo | 5339 pkt. (druż.) 1075 pkt. ind. (376–363–331) |         |